# Gliese 3293
Gliese 3293 är en ensam stjärna i den mellersta delen av stjärnbilden Eridanus. Den har en skenbar magnitud av ca 11,96 och kräver ett teleskop för att kunna observeras. Baserat på parallax enligt Gaia Data Release 2 på ca 49,5 mas, beräknas den befinna sig på ett avstånd på ca 66 ljusår (ca 20 parsek) från solen. Den rör sig bort från solen med en heliocentrisk radialhastighet på ca 13 km/s.

## Egenskaper
Gliese 3293 är en orange till röd dvärgstjärna i huvudserien av spektralklass M2.5, som är värd för ett system med fyra planeter varav två inom den beboeliga zonen. Den har en massa som är ca 0,42 solmassor, en radie som är ca 0,40 solradier och har ca 0,022 gånger solens utstrålning av energi från dess fotosfär vid en effektiv temperatur av ca 3 500 K.

## Planetsystem
Den 15 november 2017 upptäcktes att Gliese 3293 hade fyra planeter, varav två, Gliese 3293b och Gliese 3293d, ligger väl inom den beboeliga zonen.
| Planet | Massa          | Halv storaxel (AE) | Siderisk omloppstid (d) | Excentricitet | Inklination |   |
| ------ | -------------- | ------------------ | ----------------------- | ------------- | ----------- | - |
| e      | 3,28 ± 0,64 M🜨 | 0,08208            | 13,2543                 | 0,21          | -           | - |
| b      | 23,54 M🜨       | 0,1434             | 30,6                    | 0,06 ± 0,04   | -           | - |
| d      | 7,60 ± 1,05 M🜨 | 0,1939             | 48,14 ± 0,12            | 0,12          | -           | - |
| c      | 21,09 M🜨       | 0,364              | 123,98                  | 0,11          | -           | - |